# Platinum & Gold Collection (álbum de Ace of Base)
Platinum & Gold Collection é um álbum de maiores sucessos da banda Ace of Base. Foi lançado em 2003 nos Estados Unidos pela Arista Records e, posteriormente, foi remodelado e relançado como The Hits.

## Faixas
1. "The Sign" [Track Error]
2. "Cruel Summer"  [Cutfather & Joe Mix]
3. "Don't Turn Around"
4. "Lucky Love" (Original Version)
5. "All That She Wants"
6. "Everytime It Rains" (Metro Radio Mix)
7. "Whenever You're Near Me"
8. "Living In Danger" (D-House Radio Mix)
9. "Happy Nation" [Radio Edit]
10. "Wheel of Fortune"
11. "Never Gonna Say I'm Sorry"
12. "Beautiful Life"